# Championnes de France de natation en bassin de 50 m du 4 × 100 m nage libre
Rappel du règlement : est considéré comme champion de France, le premier relais qui possède au minimum un relayeur de nationalité française.
En 2004, c'est le CS Clichy 92 qui a remporté le titre, le relais anglais remportant le titre de champion open.

## Dames

### 4 × 100 mètres nage libre dames
| Championnat | Lieu                                            | Club                                | Athlètes | Naissance                               | Âge                     | Temps                       |
| ----------- | ----------------------------------------------- | ----------------------------------- | --- | --------------------------------------- | ----------------------- | --------------------------- |
| 1927        | Paris Les tourelles                             | Enfants de Neptune de Tourcoing     | |                                         |                         | 5 min 55 s 0                |
| 1928        | Paris Les tourelles                             | Enfants de Neptune de Tourcoing     | |                                         |                         | 5 min 36 s 2 RF             |
| 1929        | Paris Les tourelles                             | Enfants de Neptune de Tourcoing     | |                                         |                         | 5 min 59 s 4                |
| 1930        | Paris Les tourelles                             | Club des Nageurs de Paris           | |                                         |                         | 5 min 30 s 4 RF             |
| 1931        | Paris Les tourelles                             | Club des Nageurs de Paris           | |                                         |                         | 5 min 32 s 0                |
| 1932        | Marseille Chevalier Roze Sport (25 m)           | Club des Nageurs de Paris           | |                                         |                         | 5 min 16 s 2                |
| 1933        | Paris Les tourelles                             | Mouettes de Paris                   | |                                         |                         | 5 min 24 s 8                |
| 1934        | Paris Les tourelles                             | Mouettes de Paris                   | |                                         |                         | 5 min 10 s 6                |
| 1935        | Bordeaux                                        | Mouettes de Paris                   | |                                         |                         | 5 min 11 s 8                |
| 1936        | Paris Les tourelles                             | Mouettes de Paris                   | |                                         |                         | 5 min 14 s 6                |
| 1937        | Paris Les tourelles                             | Club des Nageurs de Paris           | |                                         |                         | 5 min 21 s 5                |
| 1938        | Paris Les tourelles                             | Club des Nageurs de Paris           | |                                         |                         | 5 min 17 s 2                |
| 1939        | Paris Les tourelles                             | Mouettes de Paris                   | |                                         |                         | 5 min 22 s 4                |
| 1940        | non disputé                                     |                                     | |                                         |                         |                             |
| 1941        | Toulouse                                        | non disputé                         | |                                         |                         |                             |
| 1942        | Villeurbanne                                    | Mouettes de Paris                   | |                                         |                         | 5 min 17 s 0                |
| 1943        | Toulouse Paris Les tourelles                    | Mouettes de Paris                   | |                                         |                         | 5 min 19 s 2                |
| 1944        | Paris Les tourelles Tourcoing Toulouse Bordeaux | Racing Club de France               | |                                         |                         | 5 min 17 s 3                |
| 1945        | Paris Les tourelles                             | Racing Club de France               | |                                         |                         | 5 min 27 s 4                |
| 1946        | Paris Les tourelles                             | Mouettes de Paris                   | |                                         |                         | 5 min 23 s 0                |
| 1947        | Paris Les tourelles                             | Mouettes de Paris                   | |                                         |                         | 5 min 15 s 5                |
| 1948        | Paris Les tourelles                             | Mouettes de Paris                   | |                                         |                         | 5 min 11 s 3                |
| 1949        | Paris Les tourelles                             | Stade français                      | |                                         |                         | 5 min 07 s 0                |
| 1950        | Paris Les tourelles                             | Stade français                      | |                                         |                         | 5 min 06 s 0                |
| 1951        | Bordeaux                                        | Racing Club de France               | |                                         |                         | 5 min 08 s 2                |
| 1952        | Paris Les tourelles                             | Dauphins du TOEC                    | |                                         |                         | 5 min 15 s 1                |
| 1953        | Dijon                                           | Racing Club de France               | |                                         |                         | 4 min 59 s 4                |
| 1954        | Paris Les tourelles                             | non disputé                         | |                                         |                         |                             |
| 1955        | Bellerive-sur-Allier                            | Racing Club de France               | |                                         |                         | 4 min 53 s 4 RF             |
| 1956        | Paris Georges Vallerey                          | Cercle des nageurs de Marseille     | |                                         |                         | 4 min 54 s 4                |
| 1957        | Paris Georges Vallerey                          | Racing Club de France               | |                                         |                         | 4 min 50 s 8 RF             |
| 1958        | Paris Georges Vallerey                          | Racing Club de France               | |                                         |                         | 4 min 49 s 9 RF             |
| 1959        | Alger                                           | Racing Club de France               | |                                         |                         | 4 min 40 s 5 RF             |
| 1960        | Paris Georges Vallerey                          | non disputé                         | |                                         |                         |                             |
| 1961 hiver  | Paris Piscine de Pontoise (33,33m)              | non disputé                         | |                                         |                         |                             |
| 1961 été    | Paris Georges Vallerey                          | Racing Club de France               | |                                         |                         | 4 min 35 s 3 RF             |
| 1962 hiver  | Nancy                                           | non disputé                         | |                                         |                         |                             |
| 1962 été    | Paris Georges Vallerey                          | Racing Club de France               | |                                         |                         | 4 min 38 s 0                |
| 1963 hiver  | Marseille Piscine Vallier (25 m)                | non disputé                         | |                                         |                         |                             |
| 1963 été    | Paris Georges Vallerey                          | Cercle des nageurs de Marseille     | |                                         |                         | 4 min 38 s 7                |
| 1964 hiver  | Marseille Piscine Vallier (25 m)                | non disputé                         | |                                         |                         |                             |
| 1964 été    | Paris Georges Vallerey                          | Cercle des nageurs de Marseille     | |                                         |                         | 4 min 25 s 4 RF             |
| 1965 hiver  | Marseille Piscine Vallier (25 m)                | non disputé                         | |                                         |                         |                             |
| 1965 été    | Paris Georges Vallerey                          | Stade français                      | |                                         |                         | 4 min 27 s 0                |
| 1966 hiver  | Le Mans (25 m)                                  | non disputé                         | |                                         |                         |                             |
| 1966 été    | Paris Georges Vallerey                          | Racing Club de France               | |                                         |                         | 4 min 28 s 0                |
| 1967 hiver  | Caen (25 m)                                     | non disputé                         | |                                         |                         |                             |
| 1967 été    | Paris Georges Vallerey                          | Cercle des nageurs de Marseille     | |                                         |                         | 4 min 22 s 3 RF             |
| 1968 hiver  | Montreuil                                       | non disputé                         | |                                         |                         |                             |
| 1968 été    | Paris Georges Vallerey                          | Lyon NS Perrache                    | |                                         |                         | 4 min 19 s 9 RF             |
| 1969 hiver  | Toulouse                                        | non disputé                         | |                                         |                         |                             |
| 1969 été    | Paris Georges Vallerey                          | Cercle des nageurs de Marseille     | |                                         |                         | 4 min 26 s 5                |
| 1970 hiver  | Aix-en-Provence                                 | non disputé                         | |                                         |                         |                             |
| 1970 été    | Paris Georges Vallerey                          | Cercle des nageurs de Marseille     | |                                         |                         | 4 min 22 s 1                |
| 1971 hiver  | Montreuil                                       | non disputé                         | |                                         |                         |                             |
| 1971 été    | Paris Georges Vallerey                          | Cercle des nageurs de Marseille     | |                                         |                         | 4 min 18 s 7 RF             |
| 1972 hiver  | Rouen (25 m)                                    | non disputé                         | |                                         |                         |                             |
| 1972 été    | Vittel                                          | Cercle des nageurs de Marseille     | |                                         |                         | 4 min 19 s 8                |
| 1973 hiver  | Paris Georges Hermant                           | non disputé                         | |                                         |                         |                             |
| 1973 été    | Vittel                                          | Stade poitevin                      | |                                         |                         | 4 min 16 s 21 RF            |
| 1974 hiver  | Bordeaux                                        | non disputé                         | |                                         |                         |                             |
| 1974 été    | Paris Georges Vallerey                          | Stade poitevin                      | |                                         |                         | 4 min 09 s 66 RF            |
| 1975 hiver  | Troyes                                          | non disputé                         | |                                         |                         |                             |
| 1975 été    | Paris Georges Vallerey                          | Enfants de Neptune de Tours         | |                                         |                         | 4 min 12 s 43               |
| 1976 hiver  | Tarbes                                          | non disputé                         | |                                         |                         |                             |
| 1976 été    | Paris Georges Vallerey                          | Stade poitevin                      | |                                         |                         | 4 min 07 s 47 RF            |
| 1977 hiver  | Rennes                                          | non disputé                         | |                                         |                         |                             |
| 1977 été    | Paris Georges Vallerey                          | Stade poitevin                      | |                                         |                         | 4 min 05 s 89 RF            |
| 1978 hiver  | Lille                                           | non disputé                         | |                                         |                         |                             |
| 1978 été    | Laval                                           | Lille Université Club               | |                                         |                         | 4 min 06 s 22               |
| 1979 hiver  | Nanterre                                        | non disputé                         | |                                         |                         |                             |
| 1979 été    | Mulhouse                                        | AM Vittel                           | |                                         |                         | 4 min 04 s 89 RF            |
| 1980 hiver  | Bordeaux                                        | non disputé                         | |                                         |                         |                             |
| 1980 été    | Brive-la-Gaillarde                              | AM Vittel                           | |                                         |                         | 4 min 06 s 49               |
| 1981 hiver  | La Rochelle                                     | non disputé                         | |                                         |                         |                             |
| 1981 été    | Dunkerque                                       | Mouettes de Paris                   | |                                         |                         | 4 min 05 s 49               |
| 1982 hiver  | Toulouse                                        | non disputé                         | |                                         |                         |                             |
| 1982 été    | Megève                                          | Cercle des nageurs d'Antibes        | |                                         |                         | 4 min 05 s 70               |
| 1983 hiver  | Tours                                           | non disputé                         | |                                         |                         |                             |
| 1983 été    | Bordeaux                                        | CS Clichy                           | |                                         |                         | 4 min 00 s 78               |
| 1984 hiver  | Strasbourg                                      | non disputé                         | |                                         |                         |                             |
| 1984 été    | Paris Georges Vallerey                          | Cercle des nageurs de Marseille     | |                                         |                         | 4 min 06 s 79               |
| 1985 hiver  | Aix-en-Provence                                 | non disputé                         | |                                         |                         |                             |
| 1985 été    | Dunkerque                                       | CS Clichy                           | |                                         |                         | 4 min 01 s 76               |
| 1986 hiver  | Rennes                                          | non disputé                         | |                                         |                         |                             |
| 1986 été    | Millau                                          | CS Clichy                           | |                                         |                         | 4 min 01 s 23               |
| 1987 hiver  | Mulhouse                                        | non disputé                         | |                                         |                         |                             |
| 1987 été    | Strasbourg                                      | CS Clichy                           | |                                         |                         | 3 min 55 s 86 RF            |
| 1988 hiver  | Vittel                                          | non disputé                         | |                                         |                         |                             |
| 1988 été    | Dunkerque                                       | CS Clichy 92                        | |                                         |                         | 3 min 55 s 87               |
| 1989 hiver  | Forbach                                         | non disputé                         | |                                         |                         |                             |
| 1989 été    | Paris Georges Vallerey                          | CS Clichy 92                        | |                                         |                         | 3 min 56 s 68               |
| 1990 hiver  | La Rochelle                                     | non disputé                         | |                                         |                         |                             |
| 1990 été    | Narbonne                                        | CS Clichy 92                        | |                                         |                         | 3 min 55 s 65               |
| 1991 hiver  | Saint-Étienne                                   | non disputé                         | |                                         |                         |                             |
| 1991 été    | Millau                                          | Dauphins du TOEC                    | |                                         |                         | 3 min 52 s 66 RF            |
| 1992 hiver  | Dunkerque                                       | non disputé                         | |                                         |                         |                             |
| 1992 été    | Mennecy                                         | CS Clichy 92                        | |                                         |                         | 3 min 55 s 57               |
| 1993 hiver  | Mennecy                                         | non disputé                         | |                                         |                         |                             |
| 1993 été    | Paris Georges Vallerey                          | CS Clichy 92                        | |                                         |                         | 3 min 59 s 00               |
| 1994 hiver  | Lille                                           | non disputé                         | |                                         |                         |                             |
| 1994 été    | Aix-les-Bains                                   | CS Clichy 92                        | |                                         |                         | 3 min 58 s 71               |
| 1995 hiver  | Mennecy                                         | non disputé                         | |                                         |                         |                             |
| 1995 été    | Canet-en-Roussillon                             | Dauphins du TOEC                    | |                                         |                         | 3 min 53 s 59               |
| 1996 hiver  | Dunkerque                                       | non disputé                         | |                                         |                         |                             |
| 1996 été    | Montpellier                                     | Dauphins du TOEC                    | |                                         |                         | 3 min 55 s 52               |
| 1997        | Mennecy                                         | Dauphins du TOEC                    | |                                         |                         | 3 min 54 s 96               |
| 1998        | Amiens                                          | Dauphins du TOEC                    | |                                         |                         | 3 min 58 s 10               |
| 1999        | Dunkerque                                       | Dauphins du TOEC                    | |                                         |                         | 3 min 51 s 39 RF            |
| 2000        | Rennes                                          | Dauphins du TOEC                    | |                                         |                         | 3 min 51 s 66               |
| 2001        | Chamalières                                     | Dauphins du TOEC                    | |                                         |                         | 3 min 50 s 86               |
| 2002        | Chalon-sur-Saône                                | Dauphins du TOEC                    | Angéla Tavernier Laetitia Choux Magali Monchaux Solenne Figuès                                                              | 1983 1979 1980 1979                     | 19 23 22 23             | 3 min 48 s 42 RF            |
| 2003        | Saint-Étienne                                   | Dauphins du TOEC                    | Solenne Figuès Magali Monchaux Laetitia Choux Coralie Balmy                                                                 | 1979 1980 1979 1987                     | 24 23 24 16             | 3 min 48 s 99               |
| 2004        | Dunkerque                                       | Grande-Bretagne (open) CS Clichy 92 | Melanie Marshall Kathryn Evans Karen Pickering Lisa Chapman Mariya Shcherba Angela Tavernier Hanna Shcherba Alena Popchanka | 1982 1981 1971 1984 1985 1983 1982 1979 | 22 23 33 20 19 21 22 25 | 3 min 42 s 08 3 min 44 s 12 |
| 2005        | Nancy                                           | Dauphins du TOEC                    | Solenne Figuès Gabriele Fagundez Magali Monchaux Coralie Balmy                                                              | 1979 1985 1980 1987                     | 26 20 25 18             | 3 min 47 s 40               |
| 2006        | Tours                                           | CS Clichy 92                        | Rosalind Brett Julia Beckett Alena Popchanka Hanna Lorgeril-Shcherba                                                        | 1979 1986 1979 1982                     | 27 20 27 24             | 3 min 46 s 32               |
| 2007        | Saint-Raphaël                                   | Canet 66 natation                   | Margaux Fabre Gabriella Fagundez Laure Manaudou Esther Baron                                                                | 1992 1985 1986 1987                     | 15 22 21 20             | 3 min 46 s 04               |
| 2008        | Dunkerque                                       | Dauphins du TOEC                    | Malia Metella Coralie Balmy Elsa N'Guessan Ophelie Cyriell Etienne                                                          | 1982 1987 1984 1990                     | 26 21 24 18             | 3 min 40 s 74 RF            |
| 2009        | Montpellier                                     | Dauphins du TOEC                    | Elsa N'Guessan Marie-Sophie Castelle Coralie Balmy Malia Metella                                                            | 1984 1992 1987 1982                     | 25 17 22 27             | 3 min 45 s 34               |
| 2010        | Saint-Raphaël                                   | Dauphins du TOEC                    | Ophélie-Cyrielle Étienne Alexandra Putra Marie-Sophie Castelle Coralie Balmy                                                | 1990 1986 1992 1987                     | 20 24 18 23             | 3 min 45 s 46               |

## Liens
Natation sportive